# میسی الکتریک
میسی الکتریک (انگلیسی: Meisei Electric) شرکت الکترونیک ژاپنی است، که در سال ۱۹۳۸ تأسیس شد.